# Nika Rossi
Nika Rossi (3 aprile 1927) è un'ex cestista italiana.

## Carriera
Ha disputato con l'Italia i Campionati europei del 1954.